# Bizzar
Bizzar — шестой студийный альбом Insane Clown Posse, выпущенный 31 октября 2000 года. Это вторая часть двойного альбома, диск был выпущен в один день с Bizaar.

## Об альбоме
20 августа 1999 года в шоу «The Howard Stern Show» ICP встретились со вторым гостем — Шэрон Осборн, которая поспорила с Violent J на $50 000, что тираж следующего альбома коллектива станет провальным, не достигнув и 200 000 экземпляров. Violent J предсказал, что тираж альбома составит не менее 500 000 экземпляров.
Был снят видеоклип на песню «Let’s Go All The Way», которая является кавер-версией песни группы Sly Fox. Канал MTV согласился показывать это видео один раз в день, поздним вечером. Джей и Шэгги во время турне «Bizaar Bizzar» разместили на своём сайте сообщение, чтобы их фанаты голосовали 8 декабря за их клип на Total Request Live. Около 400 фанов пришли к студии TRL в Нью-Йорке. ICP тоже прилетели, но за 30 минут до начала шоу охрана Viacom и полиция Нью-Йорка заставили толпу Джаггало отойти, таким образом их не было видно возле здания во время шоу. Все телефонные запросы на клип были проигнорированы, и ICP ни разу не упоминались в эфире. MTV позже проинформировал Island Records, что сначала главы канала отбирают группы и лишь потом их можно будет заказывать на TRL.
Было продано 400 000 экземпляров Bizzar/Bizaar, на 100 000 меньше, чем предсказывал Джей, но намного больше, чем предсказывала Осборн. После выпуска альбома контракт группы с Island истёк, поскольку группа не хотела выпускать на Island шестую джокер-карту The Wraith: Shangri-La.
«Bizzar/Bizaar» получили 3 из 5 звёзд по оценке журнала The Rolling Stone Album Guide — для альбомов Insane Clown Posse это была самая высокая оценка, данная этим журналом.

## Список композиций
1. «Intro»
2. «Bizzar» (featuring Esham)
3. «Cherry Pie (I Need a Freak)»
4. «Questions» (featuring Esham)
5. «Mr. Happy»
6. «Radio Stars»
7. «My Axe»
8. «If»
9. «Let's Go All the Way» (featuring Perpetual Hype Engine)
10. «Let a Killa»
11. «Juggalo Paradise»
12. «Crystal Ball» (featuring Twiztid)

## Позиция в чартах
| Чарт (2000)   | Позиция |
| ------------- | ------- |
| Billboard 200 | 21      |